# Дома 1038 км
Дома 1038 км — населенный пункт в Можгинском районе Удмуртской республики.

## География
Находится в юго-западной части Удмуртии на расстоянии приблизительно 5 км на восток по прямой от районного центра города Можга у железнодорожной линии Казань-Агрыз.

## История
Известен с 1955 года как Казарма 1038 км. С 1980 года настоящее название. С 2016 по 2021 год входил в состав Горнякского сельского поселения.

## Население
Постоянное население составляло 28 человек в 2002 году (русские 61 %, удмурты 39 %), 29 в 2012.